# 반데르발스 반지름
반데르발스 반지름(van der Waals radius)은 서로 공유결합을 하고 있지 않은 두 원자 간의 최소 거리를 말한다. 즉, 두 분자가 서로 가까워졌을 때 인접한 원자들 간의 거리를 말한다. 18족 원소들의 예를 들 수 있다. 18족 원소들은 그 스스로들이 옥텟 규칙을 만족하며 안정한 상태로 존재하기 때문에 18족 원소들은 다른 원소들과 반응을 잘 하지 않는 경향을 보인다. 이 때문에 18족 원소의 반지름을 측정할 때에는 공유 결합 반지름을 사용할 수 없고, 반데르발스 반지름을 이용하게 된다. 실제로 측정할 경우 측정 온도를 낮추어 두 원자를 최대한 가까이 붙인 상태에서 떨어진 거리를 측정하는 방법을 이용할 수 있다.
1910년 노벨 물리학상 수상자인 요하너스 디데릭 반데르발스의 이름을 따서 붙여졌다. 일반적으로 반데르발스 반지름은 공유 반지름에 비해 상당히 큰데, 이는 전자구름 사이에 작용하는 반발력으로 설명할 수 있다.
원자가 공유결합할 때는 전자구름의 겹침이 일어나는데, 이 때문에 반발력이 크게 작용하지 않는다. 하지만 서로 결합하지 않은 원자들이 인접하는 경우에는 전자구름 사이에 강한 반발력이 작용해 거리가 상대적으로 매우 멀어진다. 이는 18족의 영족기체(noble gas)의 반지름이 17족인 할로젠(halogen)원소의 반지름보다 큰 이유이다.
원자가 반데르발스 반지름을 통해 반데르발스 부피를 구할 수 있다.

## 반데르발스 부피
반데르발스 반지름을 {\displaystyle r_{\text{W}}}라 할 때, 반데르발스 부피 {\displaystyle V_{\text{W}}}는 다음과 같다.
{\displaystyle V_{\text{W}}={4 \over 3}\pi r_{\text{W}}^{3}} .

## 같이 보기
- 원자 반지름
- 공유 반지름